# Heilige Dreifaltigkeit (Ruthe)

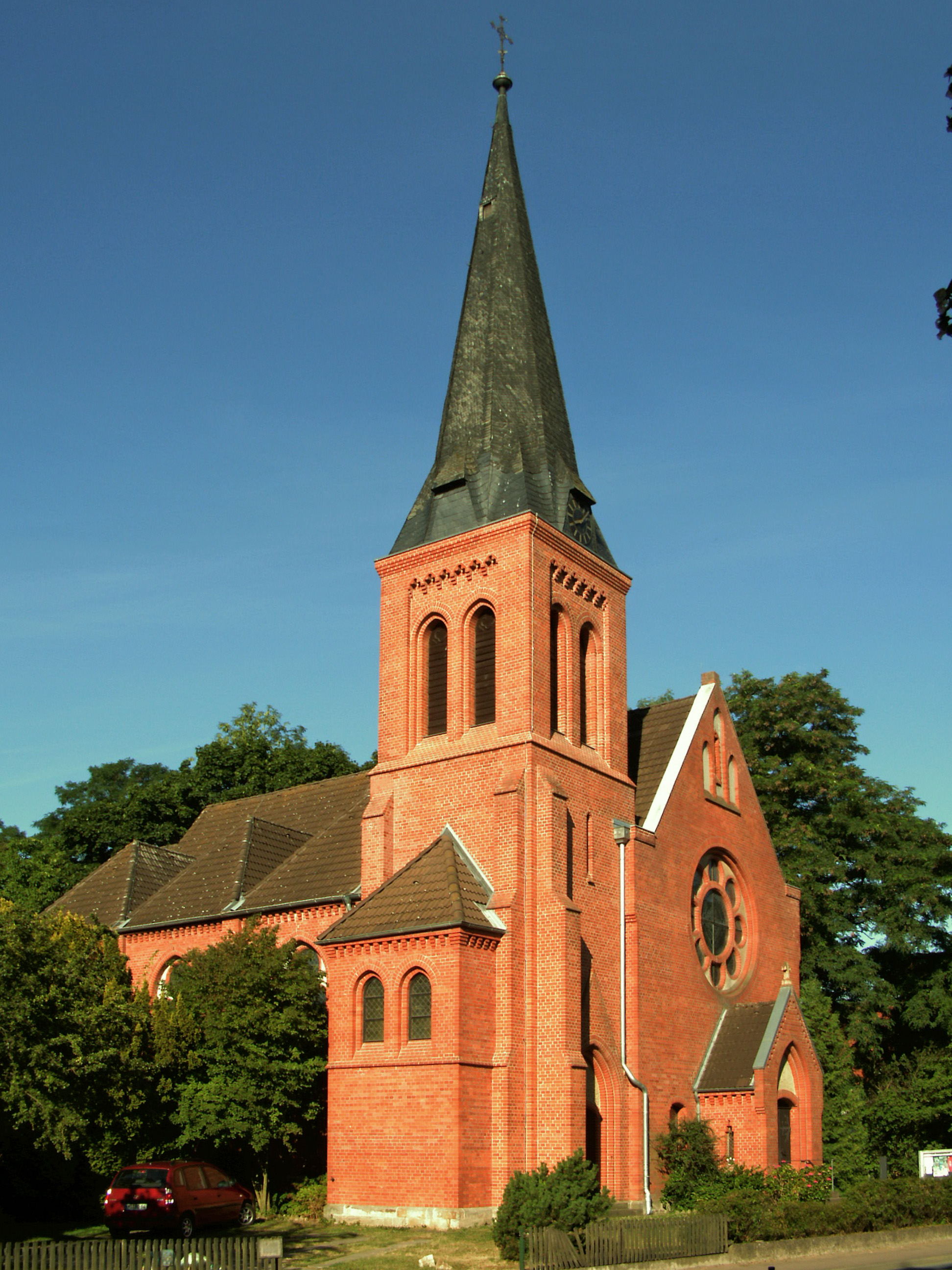
Kirche

Heilige Dreifaltigkeit ist die katholische Kirche in Ruthe, einem Stadtteil von Sarstedt im Landkreis Hildesheim in Niedersachsen. Sie befindet sich in der Ruther Straße 3 und ist nach der Dreifaltigkeit, einer Glaubenswahrheit der katholischen Kirche, benannt. Die Kirche gehört zur Pfarrgemeinde Heilig Geist mit Sitz in Sarstedt, und damit zum Dekanat Borsum-Sarstedt des Bistums Hildesheim.

## Geschichte
Nach dem am 14. Mai 1891 das 1751–55 von Clemens August von Bayern nach Plänen des hildesheimischen Landbaumeisters Hoefer erbaute bischöfliche Schloss Ruthe mit der Schlosskirche abgebrannt war, wurde 1896 auf den Grundmauern der alten Schlosskirche mit dem Bau der heutigen Kirche begonnen. Am 27. Mai 1897 erfolgte ihre Weihe. Am 9. November des gleichen Jahres wurde die unmittelbar neben der Kirche gelegene katholische Schule in Betrieb genommen, sie besteht heute nicht mehr.
Seit dem 1. Dezember 2002 gehört die Kirche zum damals neu gegründeten Dekanat Borsum-Sarstedt, zuvor gehörte sie zum 1978 gegründeten Dekanat Förste-Sarstedt. Seit dem 1. September 2010 gehört die Kirche zur Pfarrgemeinde Heilig Geist in Sarstedt. In Ruthe befindet sich auch ein katholischer Friedhof.

## Architektur und Ausstattung
Die zweischiffige gotische Kirche ist ein auf Sandsteinsockel errichteter Backsteinbau. Sie befindet sich in rund 62 Meter Höhe über dem Meeresspiegel, nur etwa 150 Meter von der Leine entfernt. Ihre Orgel wurde 1897 durch Emil Hammer Orgelbau erbaut, 1975 verändert und 2009 restauriert.